# Азбука нашег живота (2. сезона)
Друга сезона серије Азбука нашег живота је премијерно емитована од 4 до 18. јануара 2024. године на Суперстар ТВ и тренутно броји 11 епизода. , ,, 

## Радња
У наставку приче, у животе главних ликова враћамо се неколико месеци касније. 
У средишту приче су и даље Весна и Урош Поповић, чији се путеви наизглед разилазе: док Урош са Аном гради нови живот, Весна наставља сама и доноси одлуку да се посвети себи и свом послу, проналазећи радост и своју сврху у томе.
Изненада, и једно и друго се суочавају са околностима које ће трајно уздрмати овај новонастали животни баланс - Урошу прети пословни крах, а Весна започиње интимну везу са мушкарцем који ће је потпуно залудети...

## Улоге
- Александра Јанковић - Весна
- Јадран Малкович - Урош
- Радивоје Буквић - Вељко
- Исидора Симијоновић - Ана
- Анђелка Прпић - Сунчица
- Анастасија Мандић - Лидија
- Миона Марковић - Марта
- Ђорђе Мишина - Лука
- Радош Бајић - Стеван
- Недељко Бајић - Горан
- Ана Александер - Емина
- Јелена Мур - Соња
- Лазар Ристић-Никола
- Ива Штрљић - Карла Бруни
- Тихомир Станић - Анин отац
- Катарина Гојковић - Анина мајка
- Милена Павловић - шеф финансија
- Небојша Миловановић - Реља
- Јована Стипић - Сара
- Владан Дујовић - др Бркић
- Вања Ејдус - Вељкова бивша жена
- Вања Милачић - социјална радница
- Жељко Еркић - Хасан
- Ненад Хераковић - Лазар
- Љубиша Милишић - Страхиња
- Никола Ивачков - Ненад
- Дејан Тончић - господин
- Чарни Ђерић - телохранитељ
- Стефан Бундало - монтажер Срђан
- Михаило Перишић - новинар
- Ђуро Брстина - Дарко
- Арсеније Митровић - Виктор
- Ђорђе Живадиновић Гргур - Бане
- Хана Бештић - Љубица
- Ксенија Репић - Марија
- Марина Гуњача - Марина
- Горан Илић - Горан
- Игор Перовић - Андрија

## Епизоде
| Бр. у серији | Бр. у сезони | Назив                            | Редитељ            | Сценариста                  | Пpемијерно емитовање |
| --- | ------------ | -------------------------------- | ------------------ | --------------------------- | -------------------- |
| 11 | 1            | Развод у завршној фази           | Јелена Бајић Јочић | Милица Јевтић и Дејан Прћић | 4. јануар 2024.      |
| Весна је слободна и помало усамљена. На наговор Сунчице и Лидије, она улази у свет онлајн дејтинга, док паралелно припрема документарни филм на тему женских права. Веснин и Урошев развод је у завршној фази - они се разилазе али остају у пријатељском односу. Урошев живот се променио из корена пошто је поново постао отац. Међутим, Ани мајчинство долази као изазовнији задатак због чега почиње да сумња у себе и своју способност да буде мајка. Рутину додатно ремети повратак Луке, који Урошу саопштава истину о себи... |              |                                  |                    |                             |                      |
| 12 | 2            | Лош избор                        | Јелена Бајић Јочић | Милица Јевтић и Дејан Прћић | 5. јануар 2024.      |
| После неколико неуспешних дејтова, Весна на изложби упознаје Вељка, мистериозног човека који јој привуче пажњу. На Урошев позив, Анина мајка долази како би помогла Ани са бебом, међутим то не испадне онако како је он замислио - мајчино присуство ствара Ани само додатни притисак. Урош се све више суочава са тиме шта значи бити отац у педесетој години живота. Поред тога, јавља му се проблем на послу - роба коју је наручио из Русије никада није стигла, а купци га притискају. Лидија постаје забринута за неидентификованог дечака који након саобраћајне несреће завршава у болници, тражи помоћ од Весне како би успела да сазна нешто више о њему... |              |                                  |                    |                             |                      |
| 13 | 3            | Романтично изненађење            | Јелена Бајић Јочић | Милица Јевтић и Дејан Прћић | 8. јануар 2024.      |
| Урошев проблем на послу се компликује што он крије од Ане како је не би излагао додатном стресу. Ана покушава да остане активна на послу иако је тек постала мајка и у томе јој помаже млада дадиља Соња. Весна боље упознаје Вељка, а он јој приређује романтично изненађење. Лидија покушава да одгонетне мистерију дечака из болнице... |              |                                  |                    |                             |                      |
| 14 | 4            | Сусрет са Урошем                 | Јелена Бајић Јочић | Милица Јевтић и Дејан Прћић | 9. јануар 2024.      |
| Анина постпорођајна депресија не јењава чему додатно доприноси осећај да Урош нешто крије. Урош, с друге стране, не говори Ани да добија претње од непознатих људи. Веснино усхићење након романтичног путовања са Вељком помало сплашњава након заједничког сусрета са Урошем... |              |                                  |                    |                             |                      |
| 15 | 5            | Беба и дадиља нестају            | Јелена Бајић Јочић | Милица Јевтић и Дејан Прћић | 10. јануар 2024.     |
| Весна сазнаје непознате детаље из Вељковог живота и спознаје његову љубомору према мушкарцима. Урош се обраћа оцу и Горану за помоћ јер претње које добија не престају. Соња је извела Стефана у шетњу парком и то време искористила да посети мистериозног дечака у болници. Ствар се погоршава када дадиља Соња се не јавља Ани и њен случај предаје полицији. Лидија види мистериозну девојку у посету дечаку у болницу при чему их она прати при изласку из болнице и види Ану и Уроша са полицијом... |              |                                  |                    |                             |                      |
| 16 | 6            | Породица дечака из болнице       | Јелена Бајић Јочић | Милица Јевтић и Дејан Прћић | 11. јануар 2024.     |
| Урош открива да је у његов проблем на послу умешана и руска мафија због чега његов отац потеже везе како би му помогао. Весна објашњава Вељку да је њен и Урошев однос само пријатељски. Лидија успева да уђе у траг породици дечака из болнице... |              |                                  |                    |                             |                      |
| 17 | 7            | Непријатно изненађење            | Јелена Бајић Јочић | Милица Јевтић и Дејан Прћић | 12. јануар 2024.     |
| Обруч око Уроша се стеже када на послу добије изненадну посету. Добија предлог који није могао да одбије а уз то добија визит карту жене са којом је разговарао о послу Весна послом одлази у Загреб због чега јој Вељко приређује непријатно изненађење. Лидија одлучује да узме судбину малог дечака у своје руке и да помогне њему и његовој породици. У том подухвату добија неочекиваног саучесника... |              |                                  |                    |                             |                      |
| 18 | 8            | Мартин долазак компликује ствари | Јелена Бајић Јочић | Милица Јевтић и Дејан Прћић | 15. јануар 2024.     |
| Веснин и Вељков однос се све више компликује чему додатно доприноси Мартин изненадни долазак. Иако делује да је решио проблем на послу, Урошев живот је и даље угрожен. Ана се коначно враћа у фирму... |              |                                  |                    |                             |                      |
| 19 | 9            | Сунчицин рођендан                | Јелена Бајић Јочић | Милица Јевтић и Дејан Прћић | 16. јануар 2024.     |
| Мартин повратак у Београд ставља Уроша у незгодну ситуацију због њеног односа са Аном. Паралелно, Урошев покушај да реши новонастали проблем због којег осећа да му је угрожен живот резултира још већим проблемом. Весна и Вељко иду на Сунчицин рођендан, међутим тај излет ће се претворити у ноћну мору за Весну... |              |                                  |                    |                             |                      |
| 20 | 10           | Суочавање са истином             | Јелена Бајић Јочић | Милица Јевтић и Дејан Прћић | 17. јануар 2024.     |
| Весна је решена да остави Вељка, али он успева да је убеди у супротно што ће се испоставити као погрешна одлука. Урош је принуђен да се суочи са истином о свом сину Луки док паралелно бива уцењен због грешке коју је направио. Весна се све више удаљава од породице и пријатеља што кулминира на премијери њеног филма... |              |                                  |                    |                             |                      |
| 21 | 11           | Страх за безбедност              | Јелена Бајић Јочић | Милица Јевтић и Дејан Прћић | 18. јануар 2024.     |
| Весна коначно схвата нимало пријатну истину о Вељку и почиње да се плаши за безбедност своје породице због чега покушава да их одгурне од себе. Ипак, Урош и деца се удружују како би јој помогли што доводи до коначног зближавања Луке и Уроша... |              |                                  |                    |                             |                      |